# 영국 아카데미 오리지널 각본상
영국 아카데미 오리지널 각본상은 영국 영화 텔레비전 예술 아카데미(BAFTA)가 매년 특정 영화의 각본가에게 수여하는 영국 아카데미 영화상이다.
영국 영화 텔레비전 예술 아카데미(BAFTA)는 영화, 텔레비전, 비디오 게임 (그리고 이전에는 어린이 영화 및 텔레비전)에 대한 연례 시상식을 주최하는 영국 단체이다. 1983년부터 선정된 영화에는 매년 열리는 시상식에서 영국 아카데미 각색상이 수여되었다.
아래 목록에서 금색 배경의 굵은 글씨로 표시된 제목과 이름은 각각 수상작과 수상자이며, 굵은 글씨가 아닌 제목과 이름은 나머지 후보작이다. 수상작은 각 부문에서 가장 먼저 나열된 이름이기도 하다.

## 역사
영국 영화 텔레비전 예술 아카데미(BAFTA) 각본상은 1984년부터 수상자에게 수여되었는데, 이 해에 원래 부문(영국 아카데미 각본상)이 영국 아카데미 각색상과 각본상 두 개의 상으로 나뉘었다.
우디 앨런이 4회 수상으로 최다 수상 기록을 가지고 있다.

## 수상자와 후보자

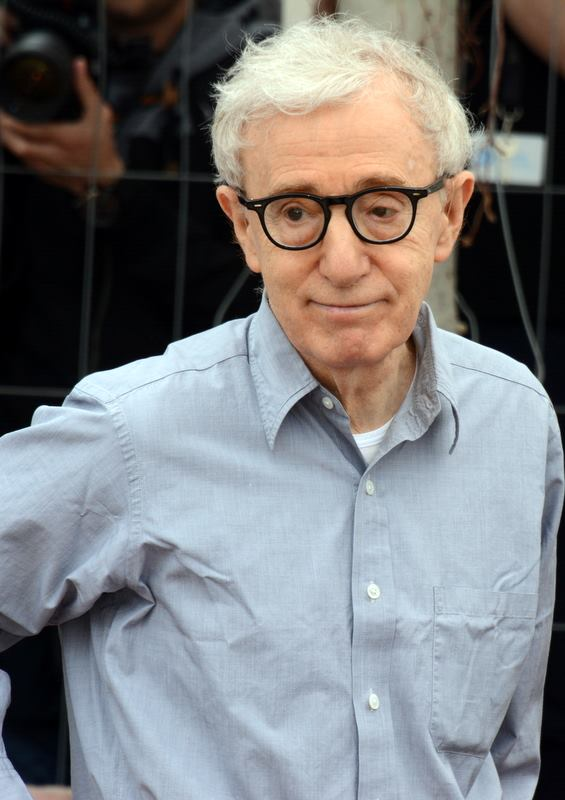
우디 앨런은 브로드웨이의 대니 로즈 (1984), 카이로의 붉은 장미 (1985), 한나와 그 자매들 (1986), 부부 일기 (1992)로 네 차례 수상하였다.

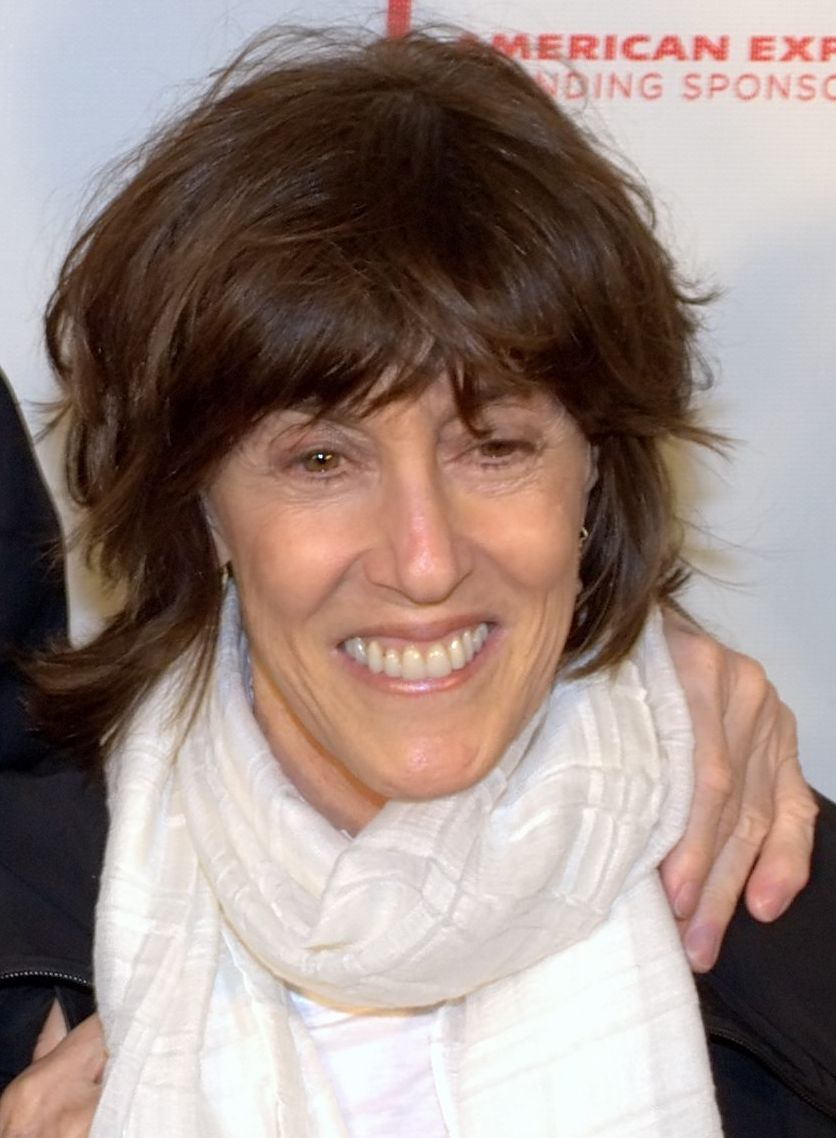
노라 에프런은 해리가 샐리를 만났을 때 (1989)로 수상하였다.

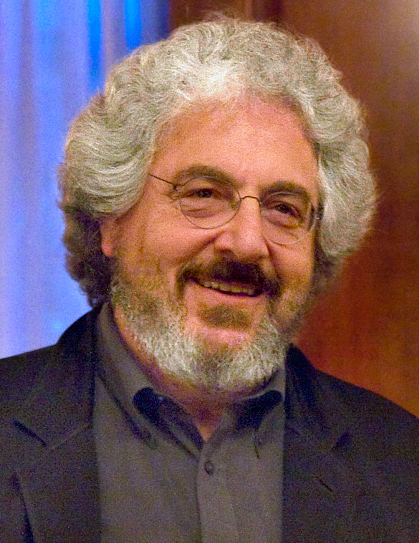
해럴드 레이미스는 사랑의 블랙홀 (1993)로 수상하였다.

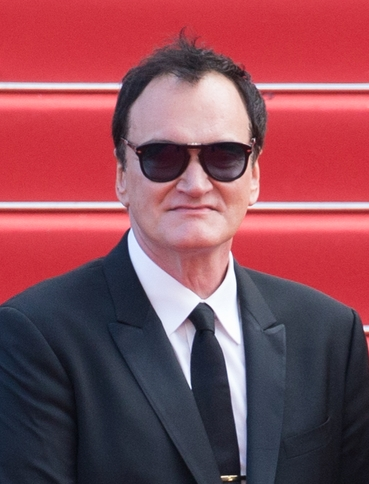
쿠엔틴 타란티노는 펄프 픽션 (1994)과 장고: 분노의 추적자 (2013)로 두 차례 수상하였다.

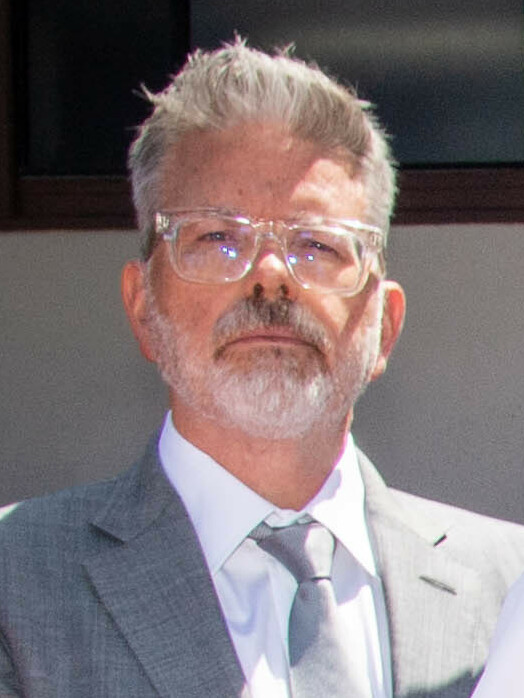
크리스토퍼 매쿼리는 유주얼 서스펙트 (1995)로 수상하였다.

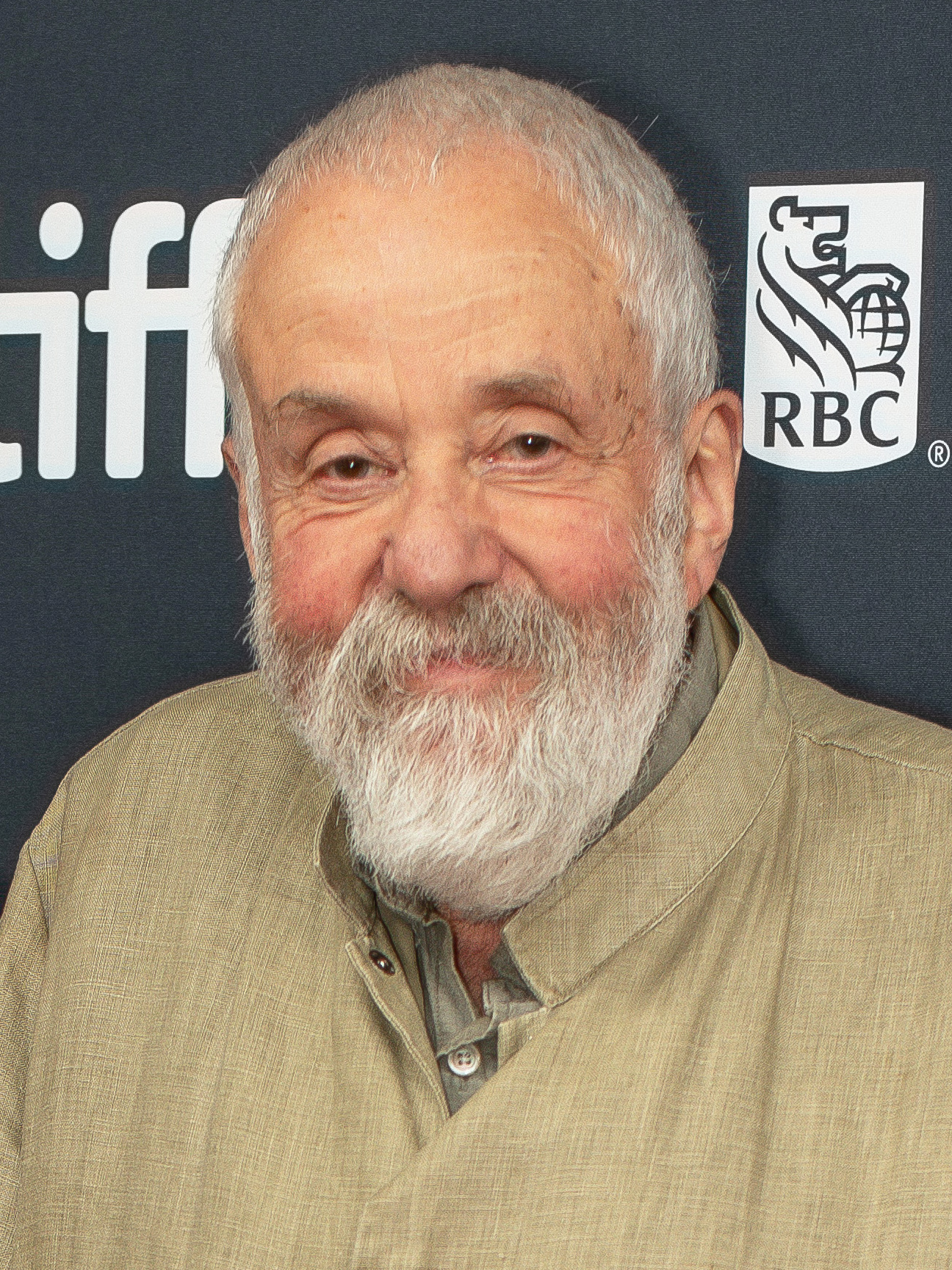
마이크 리는 비밀과 거짓말 (1996)로 수상하였다.

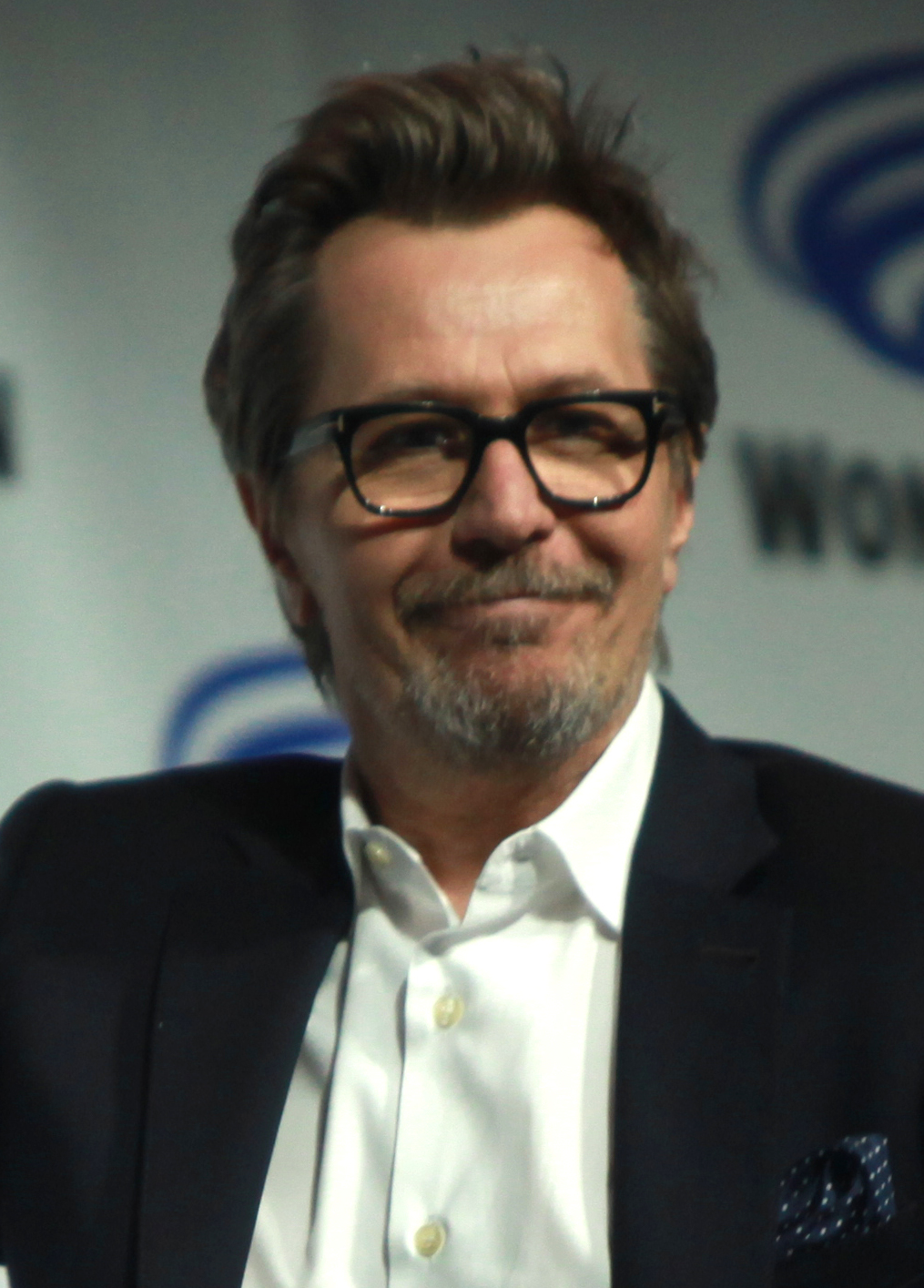
게리 올드먼은 닐 바이 마우스 (1997)로 수상하였다.

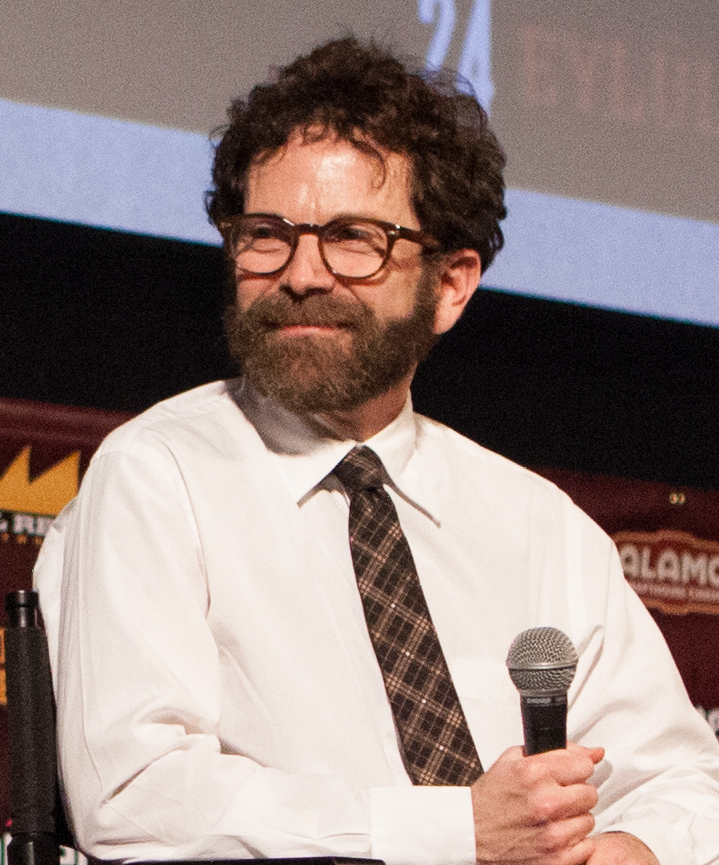
찰리 코프먼은 존 말코비치 되기 (1999)와 이터널 선샤인 (2004)으로 두 차례 수상하였다.

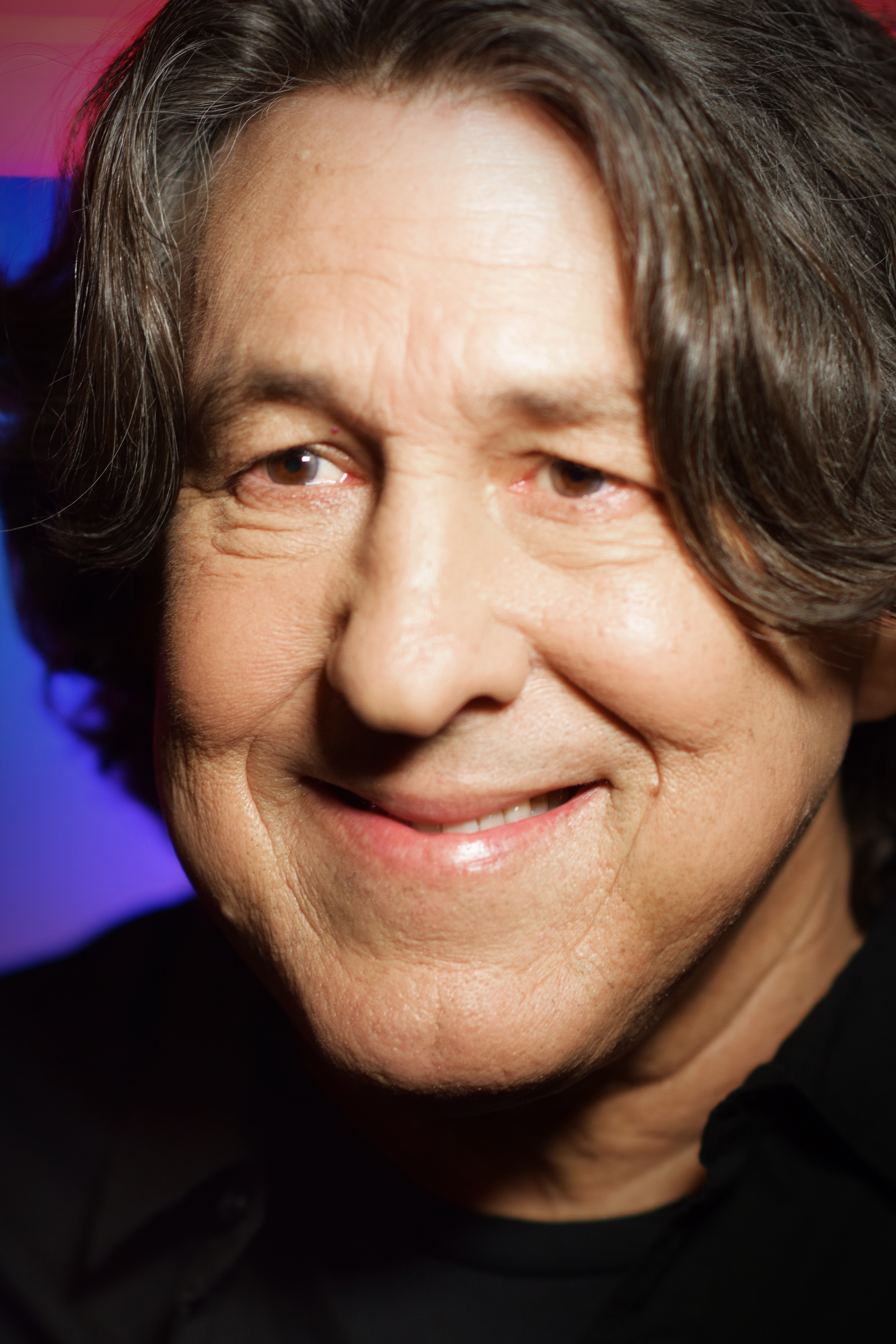
카메론 크로우는 올모스트 페이머스 (2000)로 수상하였다.

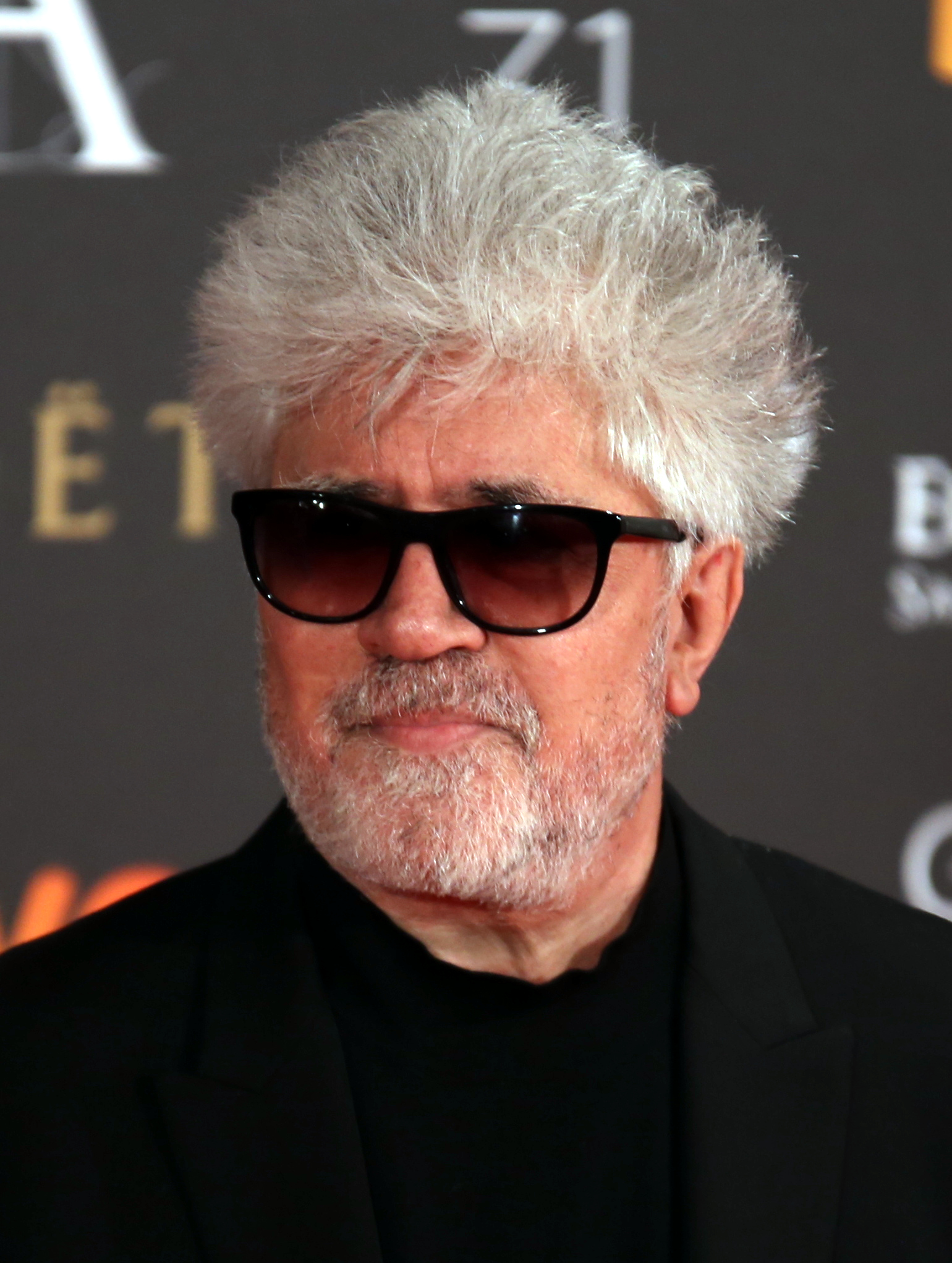
페드로 알모도바르는 그녀에게 (2002)로 수상하였다.

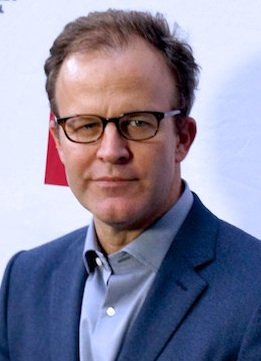
톰 매카시는 스테이션 에이전트 (2003)와 스포트라이트 (2015)로 두 차례 수상하였다.

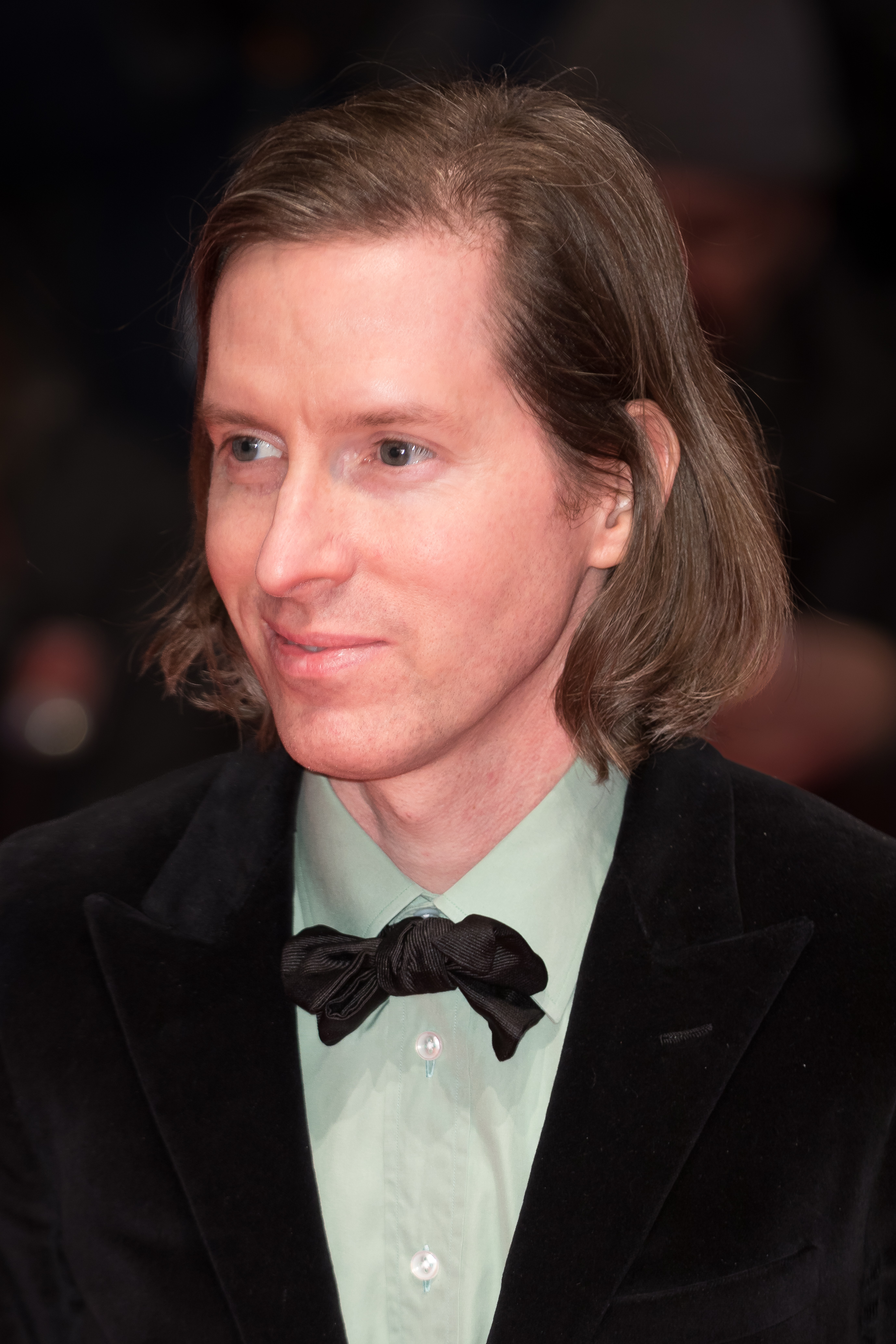
웨스 앤더슨은 그랜드 부다페스트 호텔 (2014)로 수상하였다.

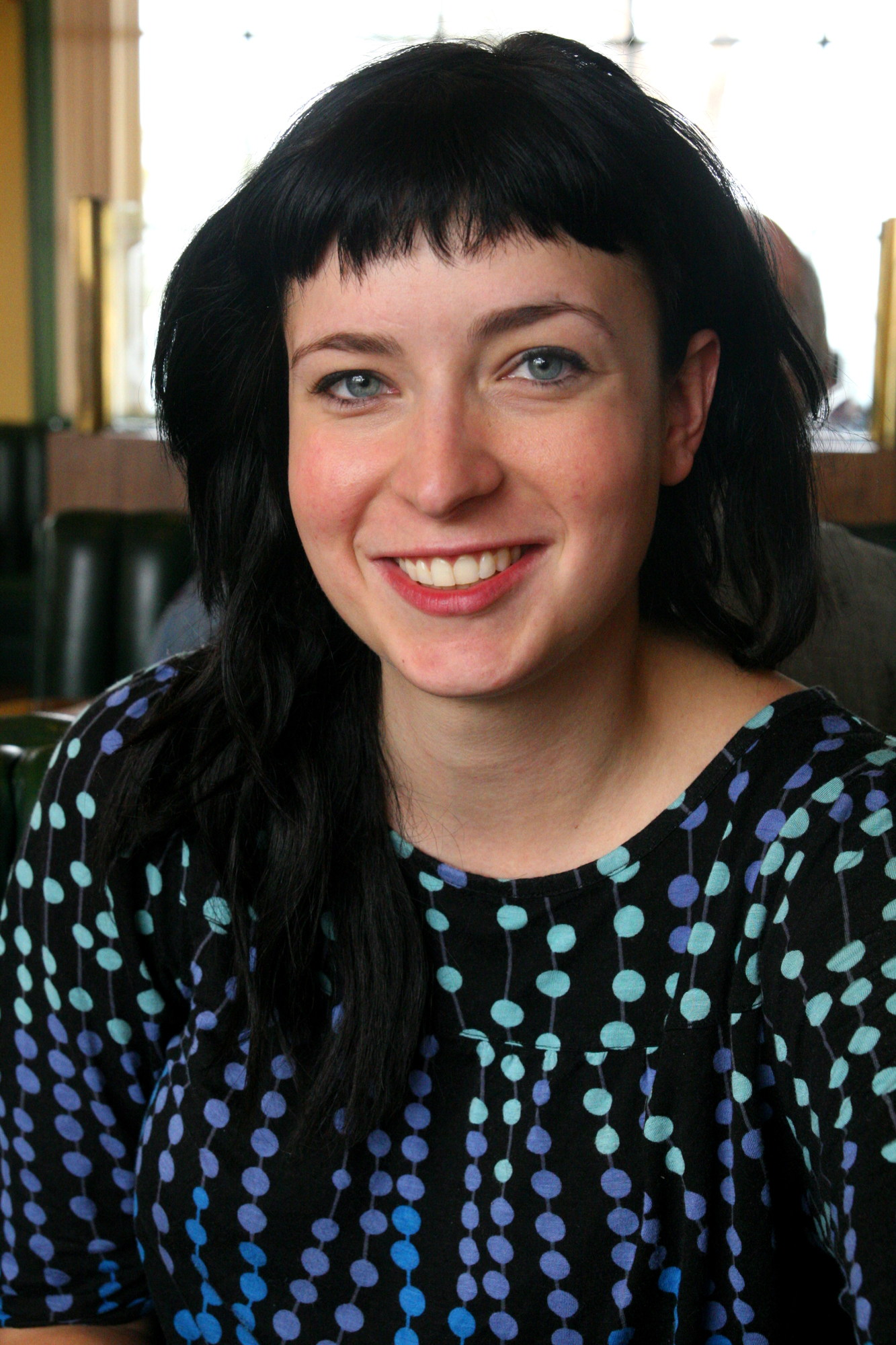
디아블로 코디는 주노 (2007)로 수상하였다.

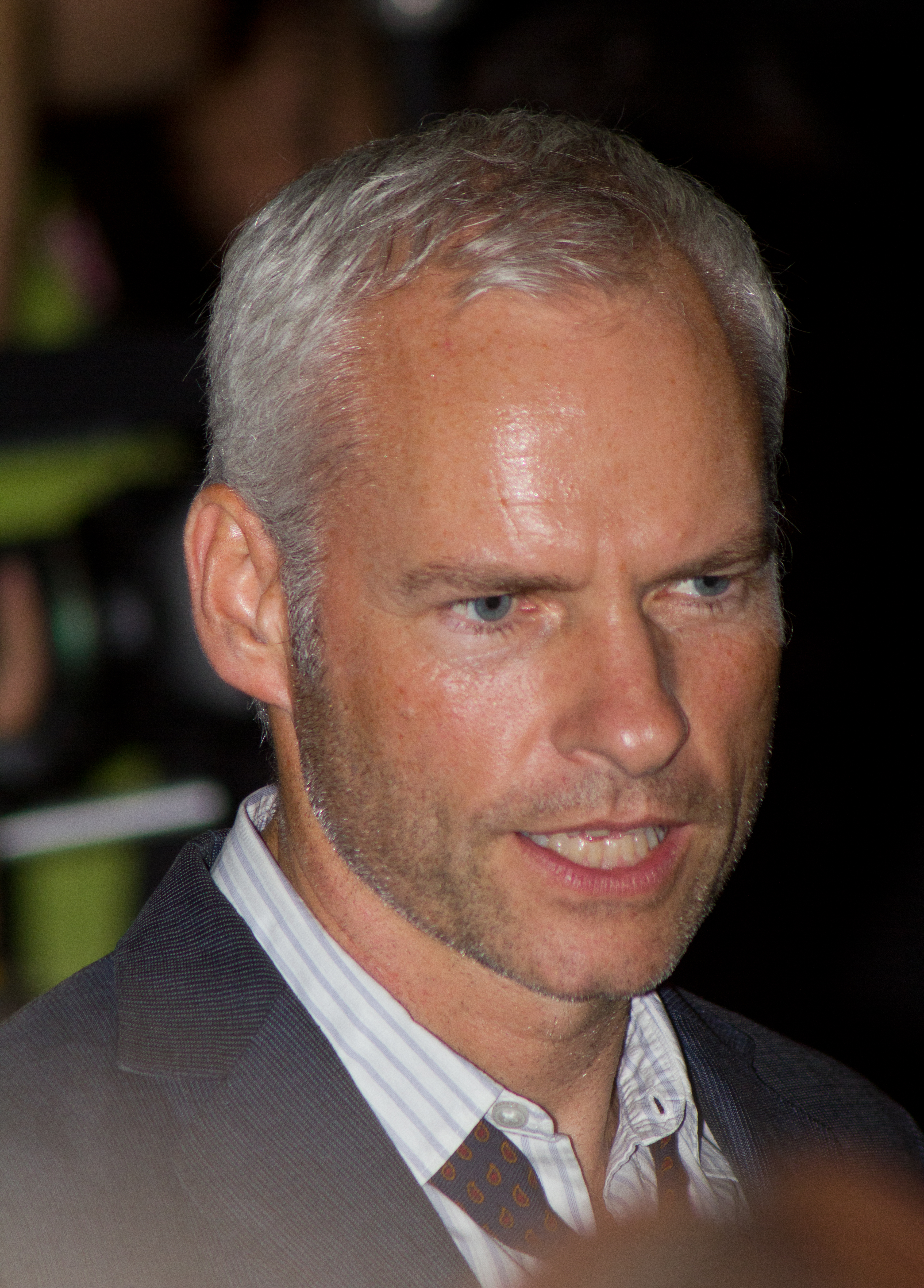
마틴 맥도나는 킬러들의 도시 (2008), 쓰리 빌보드 (2017), 이니셰린의 밴시 (2022)로 세 차례 수상하였다.

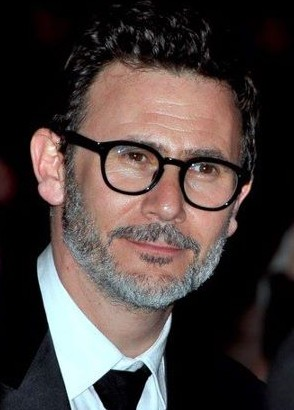
미셸 하자나비시우스는 아티스트 (2011)로 수상하였다.

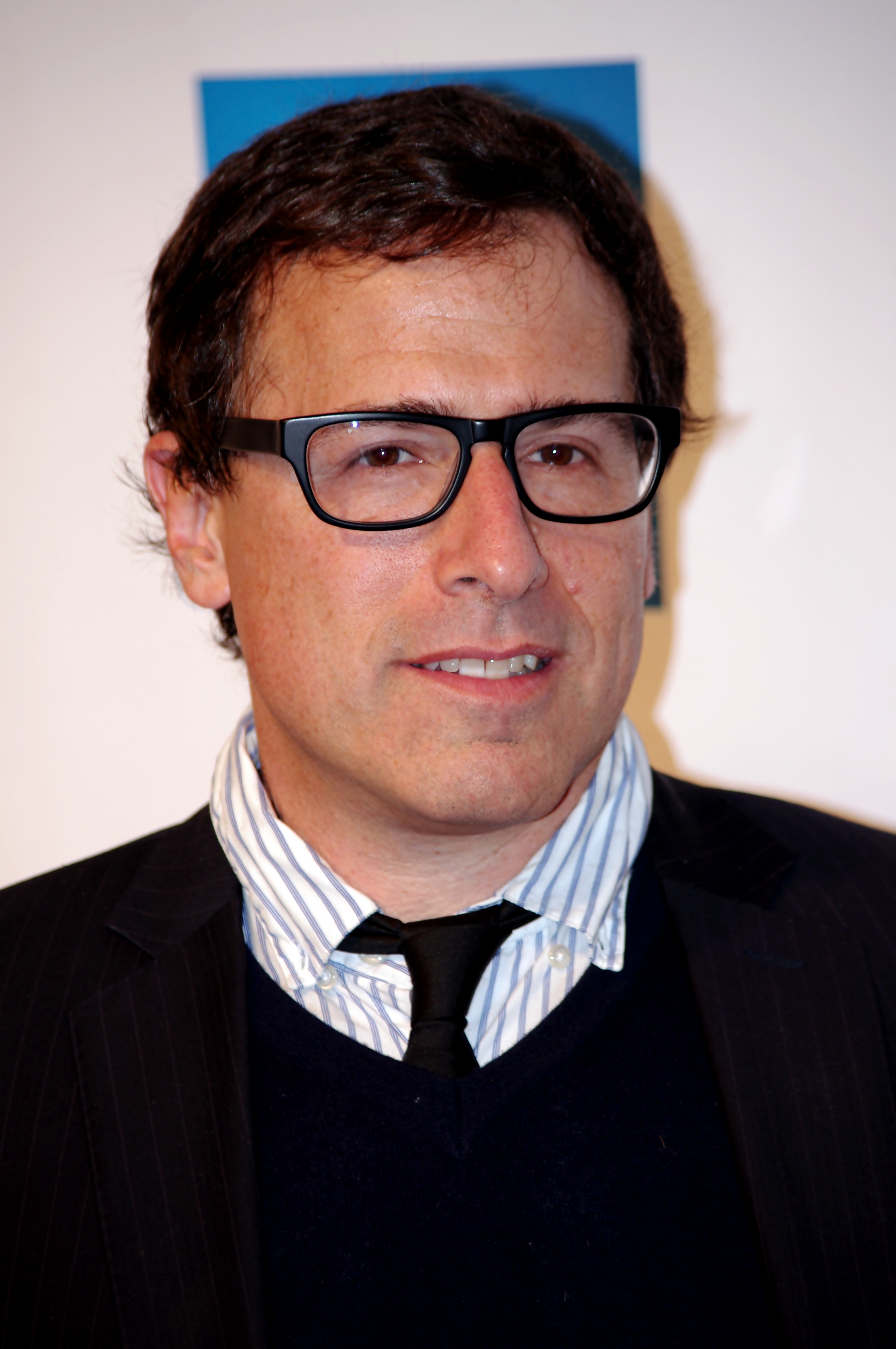
데이비드 O. 러셀은 아메리칸 허슬 (2013)로 수상하였다.

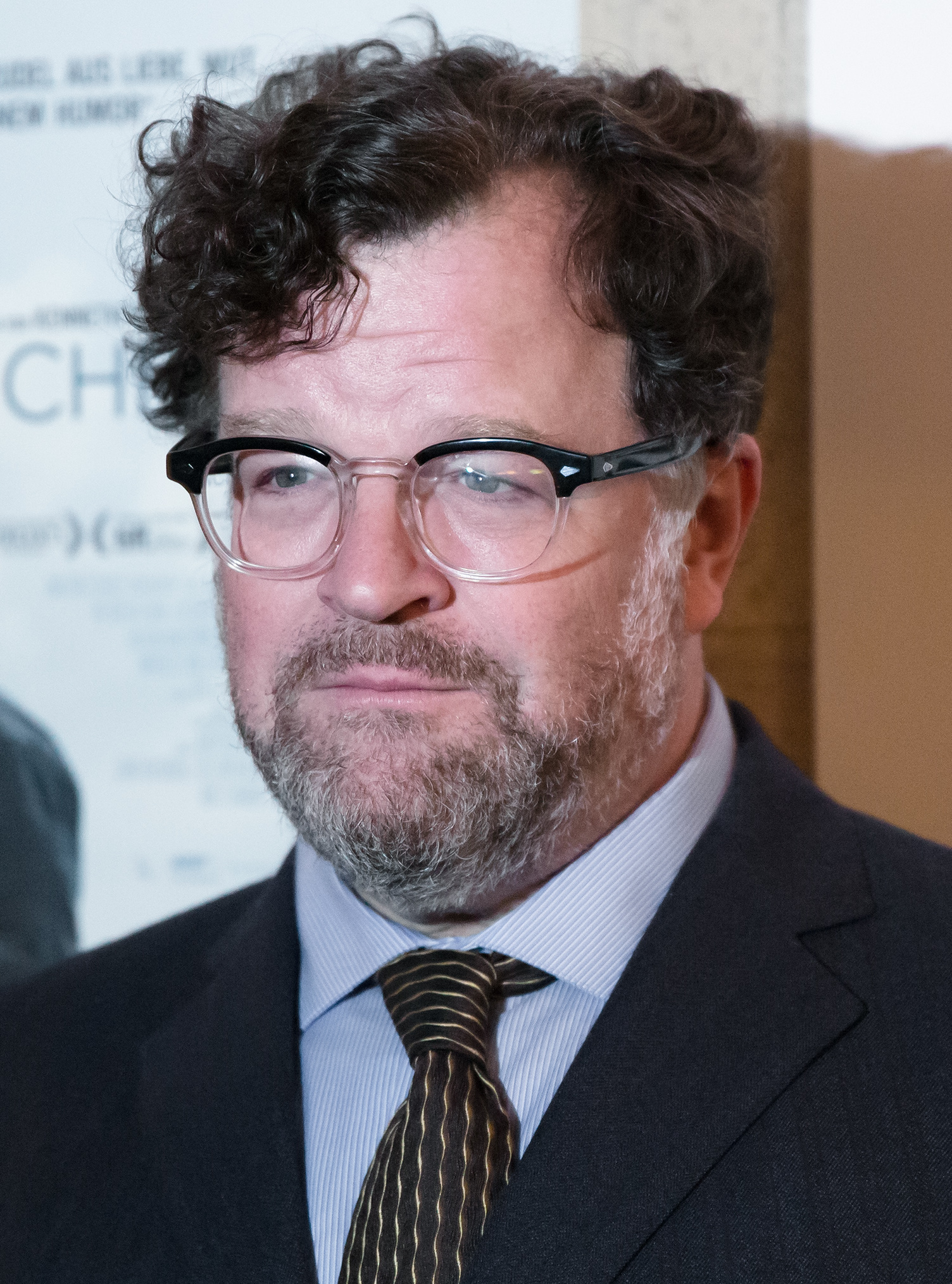
케네스 로너건은 맨체스터 바이 더 씨 (2016)로 수상하였다.

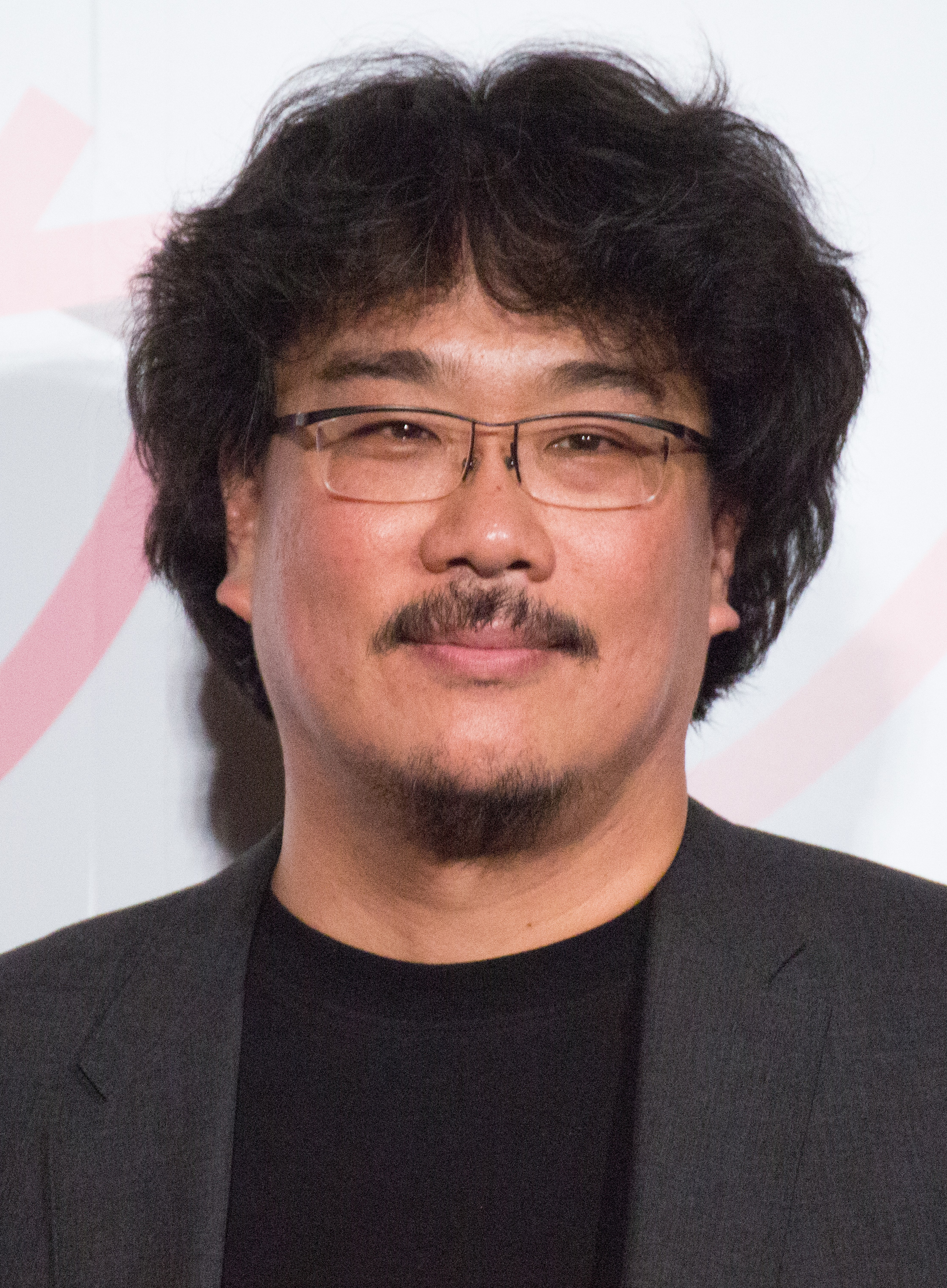
봉준호는 기생충 (2019)으로 수상하였다.

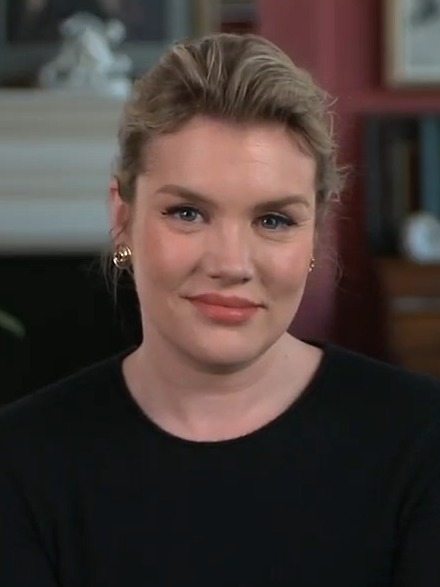
에메랄드 페넬은 프라미싱 영 우먼 (2020)으로 수상하였다.

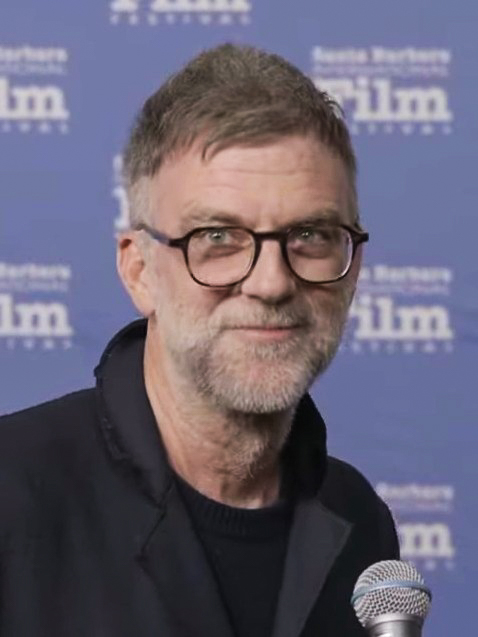
폴 토머스 앤더슨은 리코리쉬 피자 (2021)로 수상하였다.

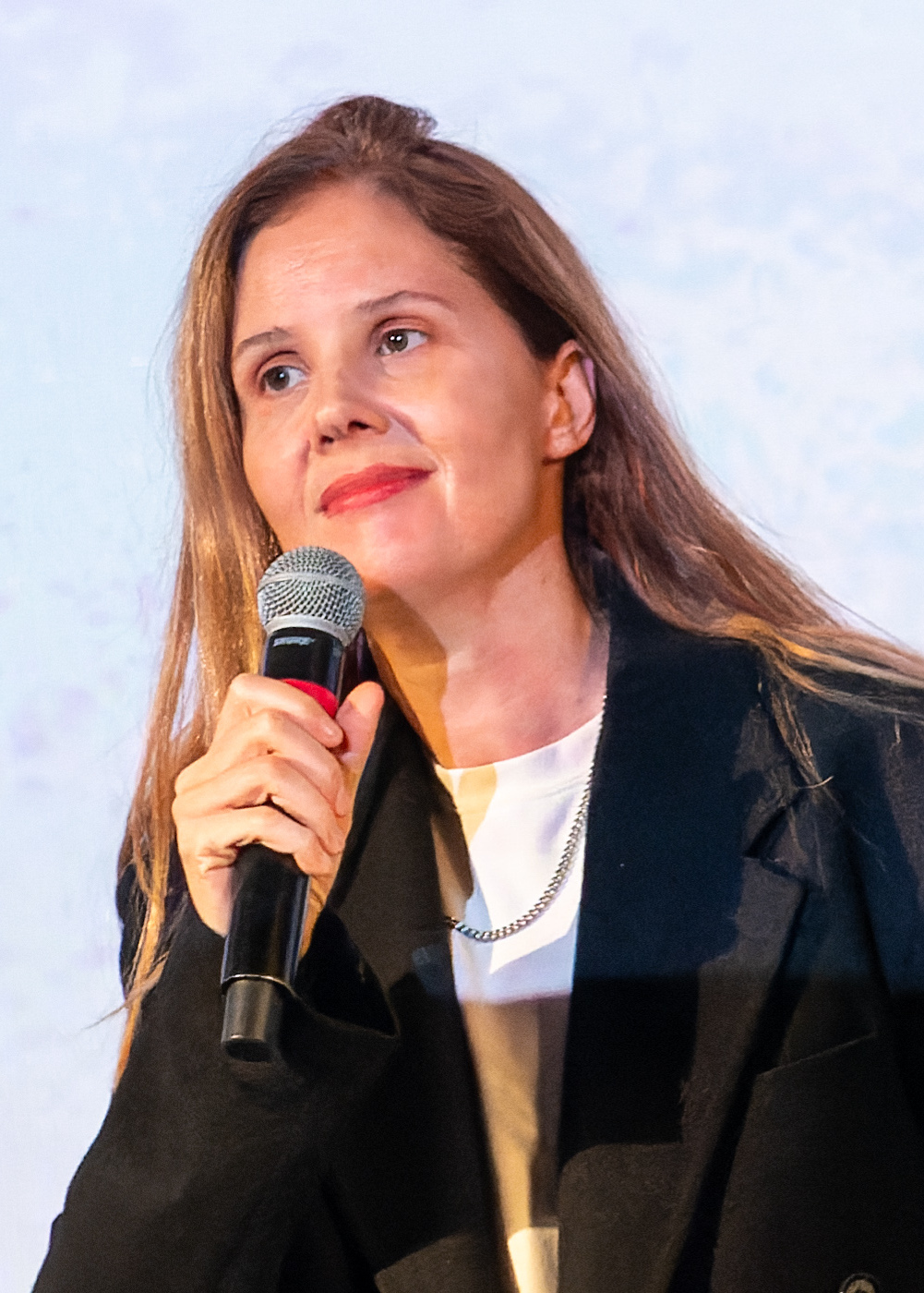
쥐스틴 트리에는 추락의 해부 (2023)로 수상하였다.

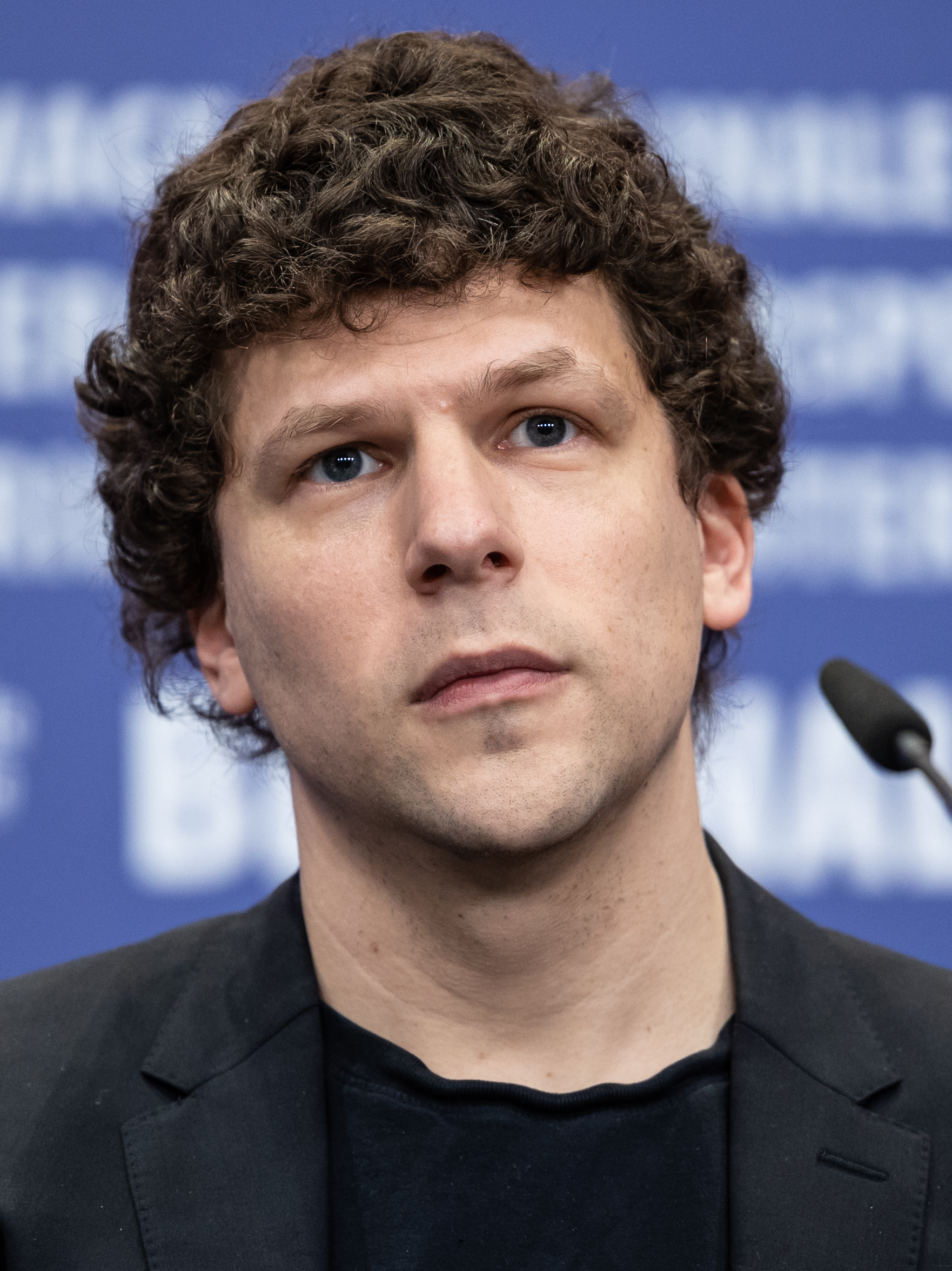
제시 아이젠버그는 리얼 페인 (2024)으로 수상하였다.

### 1980년대
| 연도        | 영화                              | 각본가                          | Ref. |
| ----------- | --------------------------------- | ------------------------------- | ---- |
| 1983 (37회) | 코미디의 왕                       | 폴 D. 짐머맨                    |      |
| 1983 (37회) | 로컬 히어로                       | 빌 포사이스                     |      |
| 1983 (37회) | 대역전                            | 티머시 해리스와 허셸 와인그로드 |      |
| 1983 (37회) | 젤리그                            | 우디 앨런                       |      |
| 1984 (38회) | 브로드웨이의 대니 로즈            | 우디 앨런                       |      |
| 1984 (38회) | 새로운 탄생                       | 바바라 베네덱과 로런스 캐즈던   |      |
| 1984 (38회) | 컴포트 앤 조이                    | 빌 포사이스                     |      |
| 1984 (38회) | 프라이빗 펑션                     | 앨런 베넷                       |      |
| 1985 (39회) | 카이로의 붉은 장미                | 우디 앨런                       |      |
| 1985 (39회) | 백 투 더 퓨처                     | 로버트 저메키스와 밥 게일       |      |
| 1985 (39회) | 나의 아름다운 세탁소              | 하니프 쿠레이시                 |      |
| 1985 (39회) | 위트니스                          | 윌리엄 켈리와 얼 W. 월러스      |      |
| 1986 (40회) | 한나와 그 자매들                  | 우디 앨런                       |      |
| 1986 (40회) | 크로커다일 던디                   | 존 코넬, 폴 호건과 켄 섀디      |      |
| 1986 (40회) | 미션                              | 로버트 볼트                     |      |
| 1986 (40회) | 모나 리자                         | 닐 조던과 데이비드 릴런드       |      |
| 1987 (41회) | 위시 유 워 히어                   | 데이비드 릴런드                 |      |
| 1987 (41회) | 희망과 영광                       | 존 부어먼                       |      |
| 1987 (41회) | 퍼스널 서비스                     | 데이비드 릴런드                 |      |
| 1987 (41회) | 라디오 데이즈                     | 우디 앨런                       |      |
| 1988 (42회) | 월드 아파트                       | 숀 슬로보                       |      |
| 1988 (42회) | 굿바이 칠드런                     | 루이 말                         |      |
| 1988 (42회) | 완다라는 이름의 물고기            | 존 클리즈                       |      |
| 1988 (42회) | 문스트럭                          | 존 패트릭 섄리                  |      |
| 1989 (43회) | 해리가 샐리를 만났을 때           | 노라 에프런                     |      |
| 1989 (43회) | 죽은 시인의 사회                  | 톰 슐먼                         |      |
| 1989 (43회) | 레인 맨                           | 로널드 배스와 배리 모로         |      |
| 1989 (43회) | 섹스, 거짓말, 그리고 비디오테이프 | 스티븐 소더버그                 |      |

### 1990년대
| 연도        | 영화                            | 각본가                                    | Ref.  |
| ----------- | ------------------------------- | ----------------------------------------- | ----- |
| 1990 (44회) | 시네마 천국                     | 주세페 토르나토레                         |       |
| 1990 (44회) | 범죄와 비행                     | 우디 앨런                                 |       |
| 1990 (44회) | 사랑과 영혼                     | 브루스 조엘 루빈                          |       |
| 1990 (44회) | 귀여운 여인                     | J. F. 로턴                                |       |
| 1991 (45회) | 트루리, 매들리, 딥리            | 앤서니 밍겔라                             |       |
| 1991 (45회) | 피셔 킹                         | 리처드 라그라베네즈                       |       |
| 1991 (45회) | 그린 카드                       | 피터 위어                                 |       |
| 1991 (45회) | 델마와 루이스                   | 칼리 코우리                               |       |
| 1992 (46회) | 부부 일기                       | 우디 앨런                                 |       |
| 1992 (46회) | 크라잉 게임                     | 닐 조던                                   |       |
| 1992 (46회) | 내 노래를 들어라                | 피터 첼섬과 에이드리언 던바               |       |
| 1992 (46회) | 용서받지 못한 자                | 데이비드 피플스                           |       |
| 1993 (47회) | 사랑의 블랙홀                   | 해럴드 레이미스와 대니 루빈               |       |
| 1993 (47회) | 사선에서                        | 제프 매과이어                             |       |
| 1993 (47회) | 피아노                          | 제인 캠피언                               |       |
| 1993 (47회) | 시애틀의 잠 못 이루는 밤        | 제프 아치, 노라 에프런과 데이비드 S. 워드 |       |
| 1994 (48회) | 펄프 픽션                       | 쿠엔틴 타란티노와 로저 에이버리           |       |
| 1994 (48회) | 프리실라                        | 스테판 엘리엇                             |       |
| 1994 (48회) | 네 번의 결혼식과 한 번의 장례식 | 리처드 커티스                             |       |
| 1994 (48회) | 필라델피아                      | 론 니스워너                               |       |
| 1995 (49회) | 유주얼 서스펙트                 | 크리스토퍼 매쿼리                         |       |
| 1995 (49회) | 브로드웨이를 쏴라               | 우디 앨런과 더글러스 맥그라스             |       |
| 1995 (49회) | 뮤리엘의 웨딩                   | P. J. 호건                                |       |
| 1995 (49회) | 세븐                            | 앤드루 케빈 워커                          |       |
| 1996 (50회) | 비밀과 거짓말                   | 마이크 리                                 |       |
| 1996 (50회) | 브래스드 오프                   | 마크 허먼                                 |       |
| 1996 (50회) | 파고                            | 조엘 코언과 이선 코언                     |       |
| 1996 (50회) | 론 스타                         | 존 세일즈                                 |       |
| 1996 (50회) | 샤인                            | 잔 사르디                                 |       |
| 1997 (51회) | 닐 바이 마우스                  | 게리 올드먼                               |       |
| 1997 (51회) | 부기 나이트                     | 폴 토머스 앤더슨                          |       |
| 1997 (51회) | 풀 몬티                         | 사이먼 보포이                             |       |
| 1997 (51회) | 미세스 브라운                   | 제러미 브록                               |       |
| 1998 (52회) | 트루먼 쇼                       | 앤드루 니콜                               |       |
| 1998 (52회) | 엘리자베스                      | 마이클 허스트                             |       |
| 1998 (52회) | 인생은 아름다워                 | 로베르토 베니니와 빈첸초 체라미           |       |
| 1998 (52회) | 셰익스피어 인 러브              | 마크 노먼과 톰 스토파드                   |       |
| 1999 (53회) | 존 말코비치 되기                | 찰리 코프먼                               | [ 3 ] |
| 1999 (53회) | 내 어머니의 모든 것             | 페드로 알모도바르                         | [ 3 ] |
| 1999 (53회) | 아메리칸 뷰티                   | 앨런 볼                                   | [ 3 ] |
| 1999 (53회) | 식스 센스                       | M. 나이트 샤말란                          | [ 3 ] |
| 1999 (53회) | 뒤죽박죽                        | 마이크 리                                 | [ 3 ] |

### 2000년대
| 연도        | 영화                       | 각본가                                       | Ref.        |
| ----------- | -------------------------- | -------------------------------------------- | ----------- |
| 2000 (54회) | 올모스트 페이머스          | 카메론 크로우                                | [ 4 ] [ 5 ] |
| 2000 (54회) | 빌리 엘리어트              | 리 홀                                        | [ 4 ] [ 5 ] |
| 2000 (54회) | 에린 브로코비치            | 수재나 그랜트                                | [ 4 ] [ 5 ] |
| 2000 (54회) | 글래디에이터               | 데이비드 프랜조니, 존 로건과 윌리엄 니컬슨   | [ 4 ] [ 5 ] |
| 2000 (54회) | 오 형제여 어디에 있는가    | 조엘 코언과 이선 코언                        | [ 4 ] [ 5 ] |
| 2001 (55회) | 아멜리에                   | 장피에르 죄네와 기욤 로랑                    | [ 6 ]       |
| 2001 (55회) | 고스포드 파크              | 줄리언 펠로스                                | [ 6 ]       |
| 2001 (55회) | 물랑 루즈                  | 배즈 루어먼과 크레이그 피어스                | [ 6 ]       |
| 2001 (55회) | 디 아더스                  | 알레한드로 아메나바르                        | [ 6 ]       |
| 2001 (55회) | 로얄 테넌바움              | 웨스 앤더슨과 오언 윌슨                      | [ 6 ]       |
| 2002 (56회) | 그녀에게                   | 페드로 알모도바르                            | [ 7 ]       |
| 2002 (56회) | 이 투 마마                 | 알폰소 쿠아론과 카를로스 쿠아론              | [ 7 ]       |
| 2002 (56회) | 더티 프리티 씽             | 스티븐 나이트                                | [ 7 ]       |
| 2002 (56회) | 갱스 오브 뉴욕             | 제이 콕스, 스티븐 제일리언과 케네스 로너건   | [ 7 ]       |
| 2002 (56회) | 막달레나 시스터즈          | 피터 멀런                                    | [ 7 ]       |
| 2003 (57회) | 스테이션 에이전트          | 톰 매카시                                    | [ 8 ]       |
| 2003 (57회) | 21그램                     | 기예르모 아리아가                            | [ 8 ]       |
| 2003 (57회) | 야만적 침략                | 드니 아르캉                                  | [ 8 ]       |
| 2003 (57회) | 니모를 찾아서              | 밥 피터슨, 데이비드 레이놀즈와 앤드루 스탠턴 | [ 8 ]       |
| 2003 (57회) | 사랑도 통역이 되나요?      | 소피아 코폴라                                | [ 8 ]       |
| 2004 (58회) | 이터널 선샤인              | 찰리 코프먼                                  | [ 9 ]       |
| 2004 (58회) | 에비에이터                 | 존 로건                                      | [ 9 ]       |
| 2004 (58회) | 콜래트럴                   | 스튜어트 비티                                | [ 9 ]       |
| 2004 (58회) | 레이                       | 제임스 L. 화이트                             | [ 9 ]       |
| 2004 (58회) | 베라 드레이크              | 마이크 리                                    | [ 9 ]       |
| 2005 (59회) | 크래쉬                     | 폴 해기스와 보비 모레스코                    | [ 10 ]      |
| 2005 (59회) | 신데렐라 맨                | 아키바 골즈먼과 클리프 홀링스워스            | [ 10 ]      |
| 2005 (59회) | 굿 나잇 앤 굿 럭           | 조지 클루니와 그랜트 헤슬로브                | [ 10 ]      |
| 2005 (59회) | 호텔 르완다                | 테리 조지와 키어 피어슨                      | [ 10 ]      |
| 2005 (59회) | 미세스 헨더슨 프리젠츠     | 마틴 셔먼                                    | [ 10 ]      |
| 2006 (60회) | 미스 리틀 선샤인           | 마이클 안트                                  | [ 11 ]      |
| 2006 (60회) | 바벨                       | 기예르모 아리아가                            | [ 11 ]      |
| 2006 (60회) | 판의 미로                  | 기예르모 델 토로                             | [ 11 ]      |
| 2006 (60회) | 더 퀸                      | 피터 모건                                    | [ 11 ]      |
| 2006 (60회) | 플라이트 93                | 폴 그린그래스                                | [ 11 ]      |
| 2007 (61회) | 주노                       | 디아블로 코디                                | [ 12 ]      |
| 2007 (61회) | 아메리칸 갱스터            | 스티븐 제일리언                              | [ 12 ]      |
| 2007 (61회) | 타인의 삶                  | 플로리안 헨켈 폰 도너스마르크                | [ 12 ]      |
| 2007 (61회) | 마이클 클레이튼            | 토니 길로이                                  | [ 12 ]      |
| 2007 (61회) | 디스 이즈 잉글랜드         | 셰인 메도스                                  | [ 12 ]      |
| 2008 (62회) | 킬러들의 도시              | 마틴 맥도나                                  | [ 13 ]      |
| 2008 (62회) | 번 애프터 리딩             | 조엘 코언과 이선 코언                        | [ 13 ]      |
| 2008 (62회) | 체인질링                   | J. 마이클 스트러진스키                       | [ 13 ]      |
| 2008 (62회) | 당신을 오랫동안 사랑했어요 | 필리프 클로델                                | [ 13 ]      |
| 2008 (62회) | 밀크                       | 더스틴 랜스 블랙                             | [ 13 ]      |
| 2009 (63회) | 허트 로커                  | 마크 볼                                      | [ 14 ]      |
| 2009 (63회) | 행오버                     | 존 루카스와 스콧 무어                        | [ 14 ]      |
| 2009 (63회) | 바스터즈: 거친 녀석들      | 쿠엔틴 타란티노                              | [ 14 ]      |
| 2009 (63회) | 시리어스 맨                | 조엘 코언과 이선 코언                        | [ 14 ]      |
| 2009 (63회) | 업                         | 피트 닥터와 밥 피터슨                        | [ 14 ]      |

### 2010년대
| 연도        | 영화                                  | 각본가                                                                                      | Ref.   |
| ----------- | ------------------------------------- | ------------------------------------------------------------------------------------------- | ------ |
| 2010 (64회) | 킹스 스피치                           | 데이비드 자이들러                                                                           | [ 15 ] |
| 2010 (64회) | 블랙 스완                             | 마크 헤이먼, 안드레스 하인츠와 존 매클로플린                                                | [ 15 ] |
| 2010 (64회) | 파이터                                | 스콧 실버, 폴 타마시와 에릭 존슨                                                            | [ 15 ] |
| 2010 (64회) | 인셉션                                | 크리스토퍼 놀란                                                                             | [ 15 ] |
| 2010 (64회) | 에브리바디 올라잇                     | 리사 촐로덴코와 스튜어트 블럼버그                                                           | [ 15 ] |
| 2011 (65회) | 아티스트                              | 미셸 하자나비시우스                                                                         | [ 16 ] |
| 2011 (65회) | 내 여자친구의 결혼식                  | 크리스틴 위그와 애니 머멀로                                                                 | [ 16 ] |
| 2011 (65회) | 더 가드                               | 존 마이클 맥도나                                                                            | [ 16 ] |
| 2011 (65회) | 철의 여인                             | 아비 모건                                                                                   | [ 16 ] |
| 2011 (65회) | 미드나잇 인 파리                      | 우디 앨런                                                                                   | [ 16 ] |
| 2012 (66회) | 장고: 분노의 추적자                   | 쿠엔틴 타란티노                                                                             | [ 17 ] |
| 2012 (66회) | 아무르                                | 미하엘 하네케                                                                               | [ 17 ] |
| 2012 (66회) | 마스터                                | 폴 토머스 앤더슨                                                                            | [ 17 ] |
| 2012 (66회) | 문라이즈 킹덤                         | 웨스 앤더슨과 로만 코폴라                                                                   | [ 17 ] |
| 2012 (66회) | 제로 다크 서티                        | 마크 볼                                                                                     | [ 17 ] |
| 2013 (67회) | 아메리칸 허슬                         | 에릭 워렌 싱어와 데이비드 O. 러셀                                                           | [ 18 ] |
| 2013 (67회) | 블루 재스민                           | 우디 앨런                                                                                   | [ 18 ] |
| 2013 (67회) | 그래비티                              | 알폰소 쿠아론과 호나스 쿠아론                                                               | [ 18 ] |
| 2013 (67회) | 인사이드 르윈                         | 조엘 코언과 이선 코언                                                                       | [ 18 ] |
| 2013 (67회) | 네브래스카                            | 밥 넬슨                                                                                     | [ 18 ] |
| 2014 (68회) | 그랜드 부다페스트 호텔                | 웨스 앤더슨과 휴고 기네스                                                                   | [ 19 ] |
| 2014 (68회) | 버드맨 또는 (예기치 못한 미덕의 무지) | 알레한드로 곤살레스 이냐리투, 니콜라스 지아코보네, 알렉산더 디네라리스 주니어와 아르만도 보 | [ 19 ] |
| 2014 (68회) | 보이후드                              | 리처드 링클레이터                                                                           | [ 19 ] |
| 2014 (68회) | 나이트크롤러                          | 댄 길로이                                                                                   | [ 19 ] |
| 2014 (68회) | 위플래쉬                              | 데이미언 셔젤                                                                               | [ 19 ] |
| 2015 (69회) | 스포트라이트                          | 톰 매카시와 조시 싱어                                                                       | [ 20 ] |
| 2015 (69회) | 스파이 브릿지                         | 맷 차먼, 조엘 코언과 이선 코언                                                              | [ 20 ] |
| 2015 (69회) | 엑스 마키나                           | 알렉스 가랜드                                                                               | [ 20 ] |
| 2015 (69회) | 헤이트풀8                             | 쿠엔틴 타란티노                                                                             | [ 20 ] |
| 2015 (69회) | 인사이드 아웃                         | 피트 닥터, 조시 쿨리와 멕 러포브                                                            | [ 20 ] |
| 2016 (70회) | 맨체스터 바이 더 씨                   | 케네스 로너건                                                                               | [ 21 ] |
| 2016 (70회) | 로스트 인 더스트                      | 테일러 셰리던                                                                               | [ 21 ] |
| 2016 (70회) | 나, 다니엘 블레이크                   | 폴 래버티                                                                                   | [ 21 ] |
| 2016 (70회) | 라라랜드                              | 데이미언 셔젤                                                                               | [ 21 ] |
| 2016 (70회) | 문라이트                              | 배리 젱킨스                                                                                 | [ 21 ] |
| 2017 (71회) | 쓰리 빌보드                           | 마틴 맥도나                                                                                 | [ 22 ] |
| 2017 (71회) | 겟 아웃                               | 조던 필                                                                                     | [ 22 ] |
| 2017 (71회) | 아이, 토냐                            | 스티븐 로저스                                                                               | [ 22 ] |
| 2017 (71회) | 레이디 버드                           | 그레타 거윅                                                                                 | [ 22 ] |
| 2017 (71회) | 셰이프 오브 워터: 사랑의 모양         | 기예르모 델 토로와 버네사 테일러                                                            | [ 22 ] |
| 2018 (72회) | 더 페이버릿: 여왕의 여자              | 데보라 데이비스와 토니 맥나마라                                                             | [ 23 ] |
| 2018 (72회) | 콜드 워                               | 파베우 파블리코프스키와 야누시 그워바츠키                                                   | [ 23 ] |
| 2018 (72회) | 그린 북                               | 닉 발레롱가, 브라이언 헤이스 커리와 피터 패럴리                                             | [ 23 ] |
| 2018 (72회) | 로마                                  | 알폰소 쿠아론                                                                               | [ 23 ] |
| 2018 (72회) | 바이스                                | 애덤 매케이                                                                                 | [ 23 ] |
| 2019 (73회) | 기생충                                | 한진원과 봉준호                                                                             | [ 24 ] |
| 2019 (73회) | 북스마트                              | 수재나 포글, 에밀리 할펀, 사라 해스킨스와 케이티 실버먼                                     | [ 24 ] |
| 2019 (73회) | 결혼 이야기                           | 노아 바움백                                                                                 | [ 24 ] |
| 2019 (73회) | 나이브스 아웃                         | 라이언 존슨                                                                                 | [ 24 ] |
| 2019 (73회) | 원스 어폰 어 타임... 인 할리우드      | 쿠엔틴 타란티노                                                                             | [ 24 ] |

### 2020년대
| 연도        | 영화                           | 각본가                                                                          | Ref.   |
| ----------- | ------------------------------ | ------------------------------------------------------------------------------- | ------ |
| 2020 (74회) | 프라미싱 영 우먼               | 에메랄드 페넬                                                                   | [ 25 ] |
| 2020 (74회) | 어나더 라운드                  | 토비아스 린홀름과 토마스 빈터베르                                               | [ 25 ] |
| 2020 (74회) | 맹크                           | 잭 핀처                                                                         | [ 25 ] |
| 2020 (74회) | 록스                           | 테레사 이코코와 클레어 윌슨                                                     | [ 25 ] |
| 2020 (74회) | 트라이얼 오브 더 시카고 7      | 에런 소킨                                                                       | [ 25 ] |
| 2021 (75회) | 리코리쉬 피자                  | 폴 토머스 앤더슨                                                                | [ 26 ] |
| 2021 (75회) | 리카르도 가족으로 산다는 것    | 에런 소킨                                                                       | [ 26 ] |
| 2021 (75회) | 벨파스트                       | 케네스 브래나                                                                   | [ 26 ] |
| 2021 (75회) | 돈 룩 업                       | 애덤 매케이                                                                     | [ 26 ] |
| 2021 (75회) | 킹 리차드                      | 자크 베일린                                                                     | [ 26 ] |
| 2022 (76회) | 이니셰린의 밴시                | 마틴 맥도나                                                                     | [ 27 ] |
| 2022 (76회) | 에브리씽 에브리웨어 올 앳 원스 | 다니엘 콴과 다니엘 쉐이너트                                                     | [ 27 ] |
| 2022 (76회) | 파벨만스                       | 토니 쿠슈너와 스티븐 스필버그                                                   | [ 27 ] |
| 2022 (76회) | TAR 타르                       | 토드 필드                                                                       | [ 27 ] |
| 2022 (76회) | 슬픔의 삼각형                  | 루벤 외스틀룬드                                                                 | [ 27 ] |
| 2023 (77회) | 추락의 해부                    | 쥐스틴 트리에와 아르튀르 아라리                                                 | [ 28 ] |
| 2023 (77회) | 바비                           | 그레타 거윅과 노아 바움백                                                       | [ 28 ] |
| 2023 (77회) | 바튼 아카데미                  | 데이비드 헤밍슨                                                                 | [ 28 ] |
| 2023 (77회) | 마에스트로 번스타인            | 브래들리 쿠퍼와 조시 싱어                                                       | [ 28 ] |
| 2023 (77회) | 패스트 라이브즈                | 셀린 송                                                                         | [ 28 ] |
| 2024 (78회) | 리얼 페인                      | 제시 아이젠버그                                                                 | [ 29 ] |
| 2024 (78회) | 아노라                         | 숀 베이커                                                                       | [ 29 ] |
| 2024 (78회) | 브루탈리스트                   | 브레이디 코베이와 모나 파스트볼                                                 | [ 29 ] |
| 2024 (78회) | 니캡                           | 리치 페피아트, 나오이세 오 카이럴레인, 리암 오그 오 한나이드와 JJ 오 도하르타이 | [ 29 ] |
| 2024 (78회) | 서브스턴스                     | 코랄리 파르자                                                                   | [ 29 ] |

## 같이 보기
- 아카데미 원작상
- 골든 글로브 각본상
- 아카데미 각본상
- AACTA 국제 각본상
- 크리틱스 초이스 영화상 각본상
- 미국 작가 조합상 각본상